# Dreamland (álbum de Robert Plant)
Dreamland es el séptimo álbum de estudio del cantante británico de rock Robert Plant, publicado en 2002 por Mercury Records para el mercado europeo y por el sello Universal para los Estados Unidos. Es su primera producción solista desde Fate of Nations de 1993 y su primera grabación realizada con su nueva banda de soporte Strange Sensation, fundada en 2001. El disco se compone principalmente de canciones versionadas de otros artistas, especialmente de los años 1960 y 1970, sobre todo de música folk y rock.
Por otro lado, en 2007 fue remasterizado por el sello Rhino con dos pistas adicionales, una versión mezclada de «Last Time I Saw Her» y «Dirt in a Hole», tema que había sido incluido originalmente en la edición británica y japonesa.

## Antecedentes
Además de las versiones a otros artistas, el listado de canciones incluyó algunas pistas escritas por Strange Sensation de las cuales destacó «Funny in My Mind (I Believe I'm Fixin' to Die)» que está basada en la canción «Fixin' to Die Blues» de Bukka White y que ya había sido interpretada por Plant en su tiempo en Led Zeppelin. Igualmente, «Win My Train Fare Home (If I Ever Get Lucky)» contiene elementos de los temas «If I Ever Get Lucky» de Arthur Crudup; «Milk Cow Blues» de Robert Johnson; «Crawling King Snake» de Big Joe Williams o John Lee Hooker —ambos músicos la grabaron casi al mismo tiempo entre 1940 y 1941— y «That's All Right» de Arthur Crudup.
Por otro lado, en 2003 Dreamland fue nominado al premio Grammy como mejor álbum rock, mientras que la versión de «Darkness, Darkness» compitió en la categoría a la mejor interpretación vocal de rock masculina, siendo ambas las primeras nominaciones individuales de Plant en mencionados premios estadounidenses.

## Recepción comercial
A pesar de que recibió críticas positivas de la prensa especializada e incluso nominaciones al premio Grammy, el álbum logró una relativa recepción comercial en algunos mercados. Por ejemplo, en el Reino Unido solo llegó hasta la posición 20 de los UK Albums Chart, que lo convierte en su primer disco solista en no entrar en los top 20 de dicho conteo de álbumes. Por su parte, en los Estados Unidos solo alcanzó el puesto 40 en los Billboard 200, que lo posiciona como su álbum peor ubicado en dicha lista. Igualmente, las ventas del disco no son suficientes para obtener una certificación discográfica en alguno de los países mencionados, hecho que nunca había ocurrido con anterioridad en su carrera. En cuanto a su promoción se publicaron dos canciones como sencillos; «Darkness, Darkness» que obtuvo el puesto 27 en la lista estadounidense Mainstream Rock Tracks y «Last Time I Saw Her» que se posicionó en la casilla 84 en la lista de sencillos del Reino Unido.

## Lista de canciones
Todas las canciones escritas por Robert Plant, Justin Adams, Clive Deamer, John Baggott, Charlie Jones y Porl Thompson, a menos que se indique lo contrario.

| N.º | Título                                           | Escritor(es)                                                | Duración |  |
| 1.  | «Funny in My Mind (I Believe I'm Fixin' to Die)» | Bukka White, Plant, Adams, Deamer, Baggott, Jones, Thompson | 4:45     |  |
| 2.  | «Morning Dew» (cover de Bonnie Dobson)           | Bonnie Dobson, Tim Rose                                     | 4:26     |  |
| 3.  | «One More Cup of Coffee» (cover de Bob Dylan)    | Bob Dylan                                                   | 4:03     |  |
| 4.  | «Last Time I Saw Her»                            |                                                             | 4:41     |  |
| 5.  | «Song of the Siren» (cover de Tim Buckley)       | Tim Buckley, Larry Beckett                                  | 5:53     |  |
| 6.  | «Win My Train Fare Home (If I Ever Get Lucky)»   |                                                             | 6:03     |  |
| 7.  | «Darkness, Darkness» (cover de The Youngbloods)  | Jesse Colin Young                                           | 7:25     |  |
| 8.  | «Red Dress»                                      |                                                             | 5:23     |  |
| 9.  | «Hey Joe» (cover de Billy Roberts)               | Billy Roberts                                               | 7:12     |  |
| 10. | «Skip's Song» (cover de Moby Grape)              | Skip Spence                                                 | 4:55     |  |

| Pistas adicionales en remasterización de 2007 |                                       |          |  |
| N.º                                           | Título                                | Duración |  |
| 11.                                           | «Dirt in a Hole»                      | 4:46     |  |
| 12.                                           | «Last Time I Saw Her» (versión remix) | 3:24     |  |

## Posicionamiento en listas musicales
| País           | Lista (2002)            | Posición |
| -------------- | ----------------------- | -------- |
| Alemania       | Media Control Charts    | 19       |
| Austria        | Ö3 Austria Top 40       | 69       |
| Bélgica        | Ultratop (Valonia)      | 43       |
| Escocia        | Scottish Albums Chart   | 26       |
| Estados Unidos | Billboard 200           | 40       |
| Finlandia      | Suomen virallinen lista | 35       |
| Francia        | French Albums Chart     | 66       |
| Irlanda        | IRMA Charts             | 60       |
| Noruega        | VG-lista                | 26       |
| Reino Unido    | UK Albums Chart         | 20       |
| Suecia         | Sverigetopplistan       | 52       |
| Suiza          | Schweizer Hitparade     | 74       |

## Músicos
| Strange Sensation - Robert Plant: voz - Porl Thompson: guitarra - Justin Adams: guitarra, gimbri y derbake - Charlie Jones: bajo - John Baggott: teclados y sección de cuerdas en pistas 2 y 3 - Clive Deamer: batería y percusión | Artistas invitados - B.J. Cole: pedal steel guitar en pista 5 - Raj Das, May Clee Cadman y Ginny Clee: coros |